# Angelo Read
Angelo Read   (Saint Catharines, 22 de juny de 1854 - Port Maitland, 15 de juliol de 1926), nom complet Angelo McCallum Read, fou un compositor i pianista canadenc.
Estudia als Estats Units i a Leipzig, on feu la seva presentació, i el 1894 s'establí a Buffalo. Entre les seves composicions destaca David's Lament, cantata dramàtica per a veus, cors, orquestra i orgue (1903); A Song of the Nativity, per a tenor, 4 veus femenines, cor i orgue; It is finished per a solo, cor i orgue; O Salutaris Hostia, cantant per primera vegada a Viena (1893); Ave Verum Corpus, cantat per primera vegada a Leipzig (1883). A més, va publicar els següents treballs didàctics i crítics: Piano Playing, Negro Melodias, North American Music, The North American Indian and Music, i Flowers and Tones.